# Muftija
Muftija (arapski: مفتي) je riječ koja u islamu označava glavnog vjerskog autoriteta na području muftiluka, odnosno mešihata. Muftija predsjedava muftijstvom, odnosno mešihatom. Može biti svaki učen musliman, koji poznaje islam, te koji uživa određeni ugled među ostalim muslimanima na tom području, pa i šire. Muftija, također, mora imati visoko islamsko obrazovanje.
Muftija je, uz to, i službeni tumač islamskog zakona koji se naziva šerijatsko pravo. 

## Vanjske poveznice
- Muftija